# Apa, Satu Mare
Apa este satul de reședință al comunei cu același nume din județul Satu Mare, Transilvania, România.

## Istorie
Localitatea Apa este situată în partea de est a județului Satu Mare, în Câmpia Someșului, având la est Munții Gutâi, iar la sud, Dealurile Codrului. 
Prima atestare documentară a localității Apa apare în anul 1215 în lucrarea lui Makrai: „A Középkori Szatmár Megye”. Un alt autor maghiar, dr. Borovsky Sámuel, afirmă: „numele Apa provine de la locuitorii străvechi”. Din acest motiv, câțiva locuitori iși păstrează de generații numele de Apan. Comuna Apa este formata din satele Someșeni, Lunca Apei și localitatea Apa.
Fiind situată în apropierea castelului din Medieșu Aurit, a fost devastată de mai multe ori de către turci și tătari. În anul 1717, tătarii au incendiat toată comuna.
De la sfârșitul secolului al XIII-lea proprietăți mai importante au deținut familiile Wesselényi, Vécsey, Boros, Gáspár, Katona, Daróczi, Szent-Iványi, Gabányi. La începutul anilor 1900 cea mai mare moșie era a lui Berenczei Kováts Gyula și Szent-Ivány Gyula.

## Obiective turistice
- Biserica reformată din Apa (1640),
- Biserica Pogorârea Sfântului Duh din Apa (1870),
- Casa memorială Vasile Lucaciu,
- Zona de agrement: Balastiera Apa.

## Personalități
- Vasile Lucaciu (n. 1852-d. 1922), preot greco-catolic, teolog, politician și memorandist român, militant pentru drepturile românilor din Transilvania